# 相生町 (酒田市)
相生町（あいおいちょう）は、山形県酒田市に存在する町名。現行行政地名は相生町一丁目と相生町二丁目である。郵便番号は998-0032。

## 人口と世帯
2019年（令和元年）9月30日現在の世帯数と人口は以下の通りである。
| 丁目        | 世帯数  | 人口  |
| ----------- | ------- | ----- |
| 相生町1丁目 | 176世帯 | 373人 |
| 相生町2丁目 | 96世帯  | 208人 |
| 計          | 272世帯 | 581人 |

## 地理
相生町はJR羽越本線の酒田駅（幸町）から南東に少し歩いた場所に位置する。同町の周りは北東に幸町、東に浜田、南東に一番町や新井田町、南西に二番町や中町、西に中央東、北に御成とそれぞれ隣り合っている。

## 交通
- 鉄道ではJR東日本羽越本線の酒田駅が相生町の北東隣の幸町一丁目にあるため徒歩でも近い。
- バス路線では酒田市福祉乗合バス(るんるんバス、ぐるっとバス)の市内循環線や大学線などが酒田駅を発着して相生町内にも走行している[4]。
- 道路では山形県道42号酒田港線が相生町内を南北に貫き、また山形県道41号酒田停車場線が相生町と北隣の御成との境に沿うように東西に貫く。両県道は相生町一丁目交差点で接続する。なお、上記の酒田市福祉乗合バスが相生町内はすべてその両県道に沿いながら走行している。

## 施設や名所
- 酒田相生町郵便局
- 大丸不動産
- フミヤ
- 仁七鮮魚店
- わたり
- こい勢
- 割烹さわぐち
- 斎藤医院
- 萬年歯科医院
- 沢田歯科医院
- 七曲山開運稲荷神社
- 稲荷神社
- 學仙院
- 妙法寺
- 海晏寺
- 正徳寺